# Asega
Asega ist die altfriesische Bezeichnung für einen Rechtskundigen oder Richter im Mittelalter. Etymologisch setzt sich die Bezeichnung aus dem friesischen a für „Recht“ und sega für „Sprecher“ zusammen. Durch die Entwicklung hin zu genossenschaftlicheren Strukturen in den Landesgemeinden Frieslands wurde der Asega im 12./13. Jahrhundert durch den Redjeven abgelöst.
Im 10. und 11. Jahrhundert wurde in Friesland das Gericht von einem gräflichen Schulzen und dem Asega durchgeführt. Inwieweit das Amt des Asega schon vorher bestanden hat, lässt sich nicht mit Sicherheit nachweisen. Der Asega nahm die Funktion des Richters wahr, da er mit dem friesischen Recht vertraut war, während der Schulze das gefällte Urteil vollstrecken sollte. Bestimmt wurden diese vom jeweiligen Grundherren eines Gebiets, vermutlich nach einer Vorauswahl durch die Landesgemeinde.  Ein Asega musste sich bei Amtsantritt auf die Einhaltung des Gesetzes verpflichten, welches in Form von Küren festgehalten wurde. Ein Beispiel einer friesischen Gesetzessammlung stellt das Asegabuch dar.
Die dritte Küre des Rüstringer Rechts berichtet von den Aufgaben und Pflichten des Asega:

„Thit is thiv thredde liodkest and thes kynig Kerles ieft, theter allera monna ek ana sina eyna gode bisitte vmberavad, hit ne se thet ma hini vrwinne mith tele and mith rethe and mith rivchta thingathe; sa hebbere, alsam sin asega deme and dele to lioda londriuchte. Ther ne hach nen asega nenne dom to delande, hit ne se thet hi tofara tha keysere fon Rvme esweren hebbe and thet hi fon da liodon ekeren se. Sa hach hi thenne to witande alle riuchta thing, thet send kesta and londrivcht. Sa hach hi thenne to demande and to delande tha fiande alsare tha frionde thruch thes ethes willa, ther hi tofara tha keysere fon Rume esweren heth, widuon and weson, waluberon and alle werlase liodon like to helpande and sine thredknilinge. Alsa thi asega nimth tha unrivchta mida and tha urlouada panninga and ma hini urtiuga mi mith twam sine juenethon an thes kyninges bonne, sa ne hach hi nenne dom mar to delande, thruch thet thi asega thi biteknath thene prestere, hwande hia send siande and hia skilun wesa agon there heliga kerstenede; hia skilun helpa alle tham, ther hiam seluon nauwet helpa ne mugun.“

„Dies ist die dritte Volksküre und König Karls Privileg, dass jedermann sein eigenes Gut unangefochten innehabe, es sei denn, dass man ihn mit Rede und Gegenrede und in rechtmäßigem Verfahren überführe; dann hat er zu tun, was ihm sein Asega nach dem Landrecht des Volkes erteilt und auferlegt. Kein Asega soll ein Urteil fällen, es sei denn, dass er dem Kaiser von Rom geschworen habe und von dem Volke gewählt sei. Sodann soll er aller Rechtssatzungen kundig sein, das sind die Küren und Landrechte. So hat er denn gleichermaßen zu urteilen und Recht zu sprechen dem Feinde wie dem Freunde wegen des Eides, den er vor dem Kaiser von Rom geschworen hat, Witwen und Waisen, Pilgern und allen wehrlosen Leuten in gleicher Weise wie seinem Verwandten im dritten Grade zu helfen. Wenn der Asega unrechte Geschenke und unerlaubte Gelder annimmt und man ihn mit zweien seiner Amtsgenossen in des Königs Gerichtsbarkeit überführen kann, so darf er kein Urteil mehr fällen, weil der Asega den Priester bezeichnet, denn diese sind sehend und sie sollen Augen der heiligen Christenheit sein; sie sollen allen denen helfen, die sich selbst nicht helfen können.“